# Fernando Reinach
Fernando de Castro Reinach (São Paulo, 03 de abril de 1956) é um pesquisador brasileiro, titular da Academia Brasileira de Ciências na área de Ciências Biomédicas desde 1998.
Licenciou-se do cargo de professor do Instituto de Química da Universidade de São Paulo para dedicar-se à iniciativa privada por volta do ano 2000. É colunista do Estadão e gestor do Fundo Pitanga de investimentos.
Foi condecorado com a comenda da Ordem Nacional do Mérito Científico.

## Formação e carreira
Estudou no Colégio Santa Cruz, escola de classe média alta na zona oeste da capital paulista, onde decidiu que seria biólogo depois de assistir a uma aula de um professor de biologia da Universidade de São Paulo (USP), que substituía a esposa. Passou também no vestibular para medicina, mas estava decidido por biologia.
Graduou-se em Ciências Biológicas pela USP em 1978. Possui mestrado em Histologia e Embriologia pela USP (1980), doutorado em Biologia Celular e Molecular pela Cornell University, nos Estados Unidos (1984) e pós-doutorado pela University of Cambridge, Inglaterra (1986).
É biólogo, empreendedor e divulgador científico; foi professor titular dos institutos de Química e Ciências Biomédicas da USP, atuando na área de genômica e biotecnologia.

## Vida pessoal
Tem um casal de filhos do primeiro casamento, André e Sofia. Sua segunda mulher foi a empresária Lúcia Hauptman. Depois casou-se com a médica epidemiologista Beatriz Tess.